# Гірода
Гірода (рум. Ghiroda) — село у повіті Тіміш в Румунії. Входить до складу комуни Гірода.
Село розташоване на відстані 404 км на північний захід від Бухареста, 5 км на схід від Тімішоари.

## Населення
За даними перепису населення 2002 року у селі проживали 3499 осіб.
Національний склад населення села:
| Національність | Кількість осіб | Відсоток |
| -------------- | -------------- | -------- |
| румуни         | 3166           | 90,5%    |
| угорці         | 238            | 6,8%     |
| цигани         | 32             | 0,9%     |
| серби          | 21             | 0,6%     |
| німці          | 15             | 0,4%     |
| словаки        | 11             | 0,3%     |

Рідною мовою назвали:
| Мова      | Кількість осіб | Відсоток |
| --------- | -------------- | -------- |
| румунська | 3181           | 90,9%    |
| угорська  | 232            | 6,6%     |
| циганська | 29             | 0,8%     |
| сербська  | 20             | 0,6%     |
| німецька  | 12             | 0,3%     |
| словацька | 11             | 0,3%     |